# Доннелли, Меган
Меган Эйлин Доннелли (англ. Megan Aileen Donnelly, 11 мая 1964, Уинчестер, Массачусетс, США) — американская хоккеистка (хоккей на траве), полевой игрок. Серебряный призёр Панамериканских игр 1987 года. Участвовала в летних Олимпийских играх 1988 года.

## Биография
Меган Доннелли родилась 11 мая 1964 года в американском городе Уинчестер в штате Массачусетс.
Играла в хоккей на траве за Массачусетский университет. В 1986 году получила награду Honda Sports Award, вручаемую лучшему хоккеисту США. Дважды выигрывала чемпионат страны среди академий.
В 1987 году завоевала серебряную медаль хоккейного турнира Панамериканских игр в Индианаполисе.
В 1988 году вошла в состав женской сборной США по хоккею на траве на летних Олимпийских играх в Сеуле, занявшей 8-е место. Играла в поле, провела 5 матчей, забила 1 мяч в ворота сборной ФРГ.
После Олимпиады получила в университете Северной Каролины степень магистра делового администрирования. В дальнейшем была вице-президентом Wachovia Bank (позже Wells Fargo) в Атланте.